# イシェンバイ・カドイルベコフ
イシェンバイ・カドイルベコフ(英: Ishenbai Duyshonbiyevich Kadyrbekov キルギス語: Ишенбай Дүйшөнбиевич Кадырбеков、1949年7月16日 - )は、2005年3月24日のキルギス大統領府占拠事件（チューリップ革命）に積極的に参加した野党指導者の1人である。大統領代行と首相代行を務めた。

## 経歴
1971年～1979年、フルンゼ工業大学の講師、建築学部長、産業民間建築物建築講座長。1979年～1984年、「キルギズギプロストロイ」研究所の居住区計画課長。
1987年～1990年、キルギス共和国国家建設局長、都市建設中央科学研究設計研究所支部長。1990年から、キルギス国家建設委員会議長兼キルギス共和国建設・建築相。
2000年から2005年までジョゴルク・ケネシュ (キルギス議会) の代議員。2000年、大統領選挙に出馬しようとしたが、キルギス語の資格試験に落ち取りやめた。
2005年3月24日、議会議長（トラガ）に選出されると同時に、3月25日まで大統領と首相を代行した。3月25日から10月まで運輸・交通相代行、4月4日からは第一副首相を兼任。
2005年10月26日～2008年1月11日、政府附属国家建築・建設局長官。
2008年4月25日、職権濫用の嫌疑で財務警察庁により逮捕。2009年4月13日、勾留から自宅軟禁に切り替えられた。

## パーソナル
ナルイン市出身。妻は、自動車会社「クート・ジョル」社長。1男（メデル）2女（メーリム、アイジャマル）を有する。
フルンゼ工業大学を卒業（1971年）。建築科学準博士。法学士。キルギス・ソビエト社会主義共和国功労建築士、キルギスタン建築士同盟会員。予備役中佐。
| 公職                      | 公職                              | 公職                        |
| ------------------------- | --------------------------------- | --------------------------- |
| 先代 アスカル・アカエフ   | キルギス共和国大統領 （代行）2005 | 次代 クルマンベク・バキエフ |
| 先代 ニコライ・タナーエフ | キルギス共和国首相 （代行）2005   | 次代 クルマンベク・バキエフ |